# W.W. and the Dixie Dancekings
Pour plus de détails, voir Fiche technique et Distribution.
W.W. and the Dixie Dancekings est un film américain réalisé par John G. Avildsen, sorti en 1975.

## Fiche technique
- Titre original : W.W. and the Dixie Dancekings
- Réalisation : John G. Avildsen
- Scénario : Thomas Rickman
- Photographie : James Crabe
- Musique : Dave Grusin
- Société de production : 20th Century Fox
- Pays d'origine : États-Unis
- Format : Couleurs - 1,85:1 - Mono
- Genre : comédie
- Date de sortie : 1975

## Distribution
- Burt Reynolds : W.W. Bright
- Conny Van Dyke : Dixie
- Jerry Reed : Wayne
- Ned Beatty : Country Bull
- James Hampton : Junior
- Don Williams : Leroy
- Furry Lewis : oncle Furry
- Polly Holliday : Mme Cozzens
- Hal Needham : le patrouiller Carson
- Art Carney : Deacon
- Brad Dourif (non crédité)